# ISO 15398
In der ISO-Norm ISO 15398 werden Mindestanforderungen, Eignungsnachweise und Prüfgrundsätze für Schachtabdeckungen aus Kunststoff geregelt.
Der komplette Titel der Norm lautet Specifications for thermoplastics covers and frames for manholes and inspection chambers used in non-traffic areas. Ausgabedatum: 1. Dezember 2012. Die Norm liegt in englischer Sprache vor.
Die Einschränkung „non-traffic areas“, also Nicht-Verkehrsflächen (auf Privat- oder Gewerbegrundstücken), ist gleichzeitig auch die wesentliche Unterscheidung zur allgemeinen Europäischen Norm für Schachtabdeckungen EN 124, die nur für Verkehrsflächen gilt.
Kunststoff-Schachtabdeckungen gem. ISO 15398 sind für den Einsatz auf Kontroll- und Inspektionsschächten vorgesehen, die in „pedestrian and light vehicular areas“ – also Fußgängerzonen (Klasse A 15) und Fahr- oder Parkbereichen mit PKW-Verkehr (max. Klasse B 125) liegen.
Außerdem werden nur Schachtabdeckungen aus thermoplastischen Kunststoffen und mit einem maximalen lichten Einstiegsmaß von DN 600 geregelt.
Grundlage der Eignungsnachweise, die die ISO 15398 vorgibt, sind die Druck-/Belastungsnachweise aus der EN 124:1994. Darüber hinaus sind jedoch umfangreiche zusätzliche materialspezifische Nachweise zu erbringen – wie z. B. Schlagzähigkeit, Kältebruchverhalten, UV-Beständigkeit der eingesetzten Kunststoffe. Außerdem sind auch Sicherheitseigenschaften wie Oberflächenbeschaffenheit, Rutschfestigkeit, Passgenauigkeit definiert.